# Rajsamand
Rajsamand és una ciutat de Rajasthan, capçalera del districte de Rajsamand, i situada a uns 60 km al nord d'Udaipur. La vila de Kankroli està tocant a Rajsamand i són considerades ciutats bessones. Al cens del 2001 la població de Rajsamand era de 55.671 habitants. L'activitat principal és l'agricultura però econòmicament la més important és la indústria del marbre.
Prop de la ciutat (a uns 5 km al nord) se situa el Raisa Mand (o Rajsa Mand o Rajsamand), que li dona nom, i que és un llac construït el 1662 per alleujar la fam que aquell any va afectar Mewar en el que van treballar seixanta mil persones. En ell destaquen el gran embarcador de 344 de llarg, anomenat Nauchowki (nou pavellons) per les nou cúpules que l'adornen, amb art i arquitectura combinada hindú i islàmica, i el Rajaprashasti (elogi reial) gravat en 25 lloses (un total de 1.017 gravats, una de les obres hindús més gran d'aquest tipus). El llac rep les aigües d'un riu anomenat també Rajsamand.

## Nota
1. ↑  el llac mesura 2,5 km per 4,5 km i té una superfície d'uns 8 km² que va arribar antigament a 50 km² amb una conca de 505 km²; la profunditat mitjà és de 9 metres i doble al punt més fondo